# Haus der Kunst
Haus der Kunst is een tentoonstellingsgebouw voor hedendaagse kunst in München in Duitsland. Het bouwwerk ligt aan de zuidrand van de Englischer Garten in de wijk Lehel en werd ontworpen door Paul Ludwig Troost.
Bij de opening in 1937 droeg de kunstzaal de naam Haus der Deutschen Kunst (tot 1945). Van 1937 tot 1945 werden er tentoonstellingen georganiseerd van kunstenaars (schilders en beeldhouwers) die de goedkeuring van het nazi-regime konden wegdragen. 
Sinds 1949 worden er jaarlijks de Grosse Kunstausstellung München georganiseerd, naast exposities van internationaal bekende kunstenaars. Sinds februari 2020 is Andrea Lissoni de directeur. 
Voor het gebouw bestaan ingrijpende renoveringsplannen van de hand van de Brit David Chipperfield, maar van uitvoering van de renovatie, waartoe in 2012 is besloten, was het in het voorjaar van 2021 nog niet gekomen.

## Tentoonstellingen (selectie)
- 2011 Ellsworth Kelly: Schwarz und weiß
- 2009 Ai Weiwei: So sorry
- 2009 Anish Kapoor
- 2007 Gilbert & George
- 2007 Andreas Gursky
- 2005 Paul McCarthy: LaLa Land – Parodie Paradies
- 2004 Bernd en Hilla Becher: Die Typologien
- 2003 Carl Spitzweg
- 1997 Hanne Darboven

## Afbeeldingen

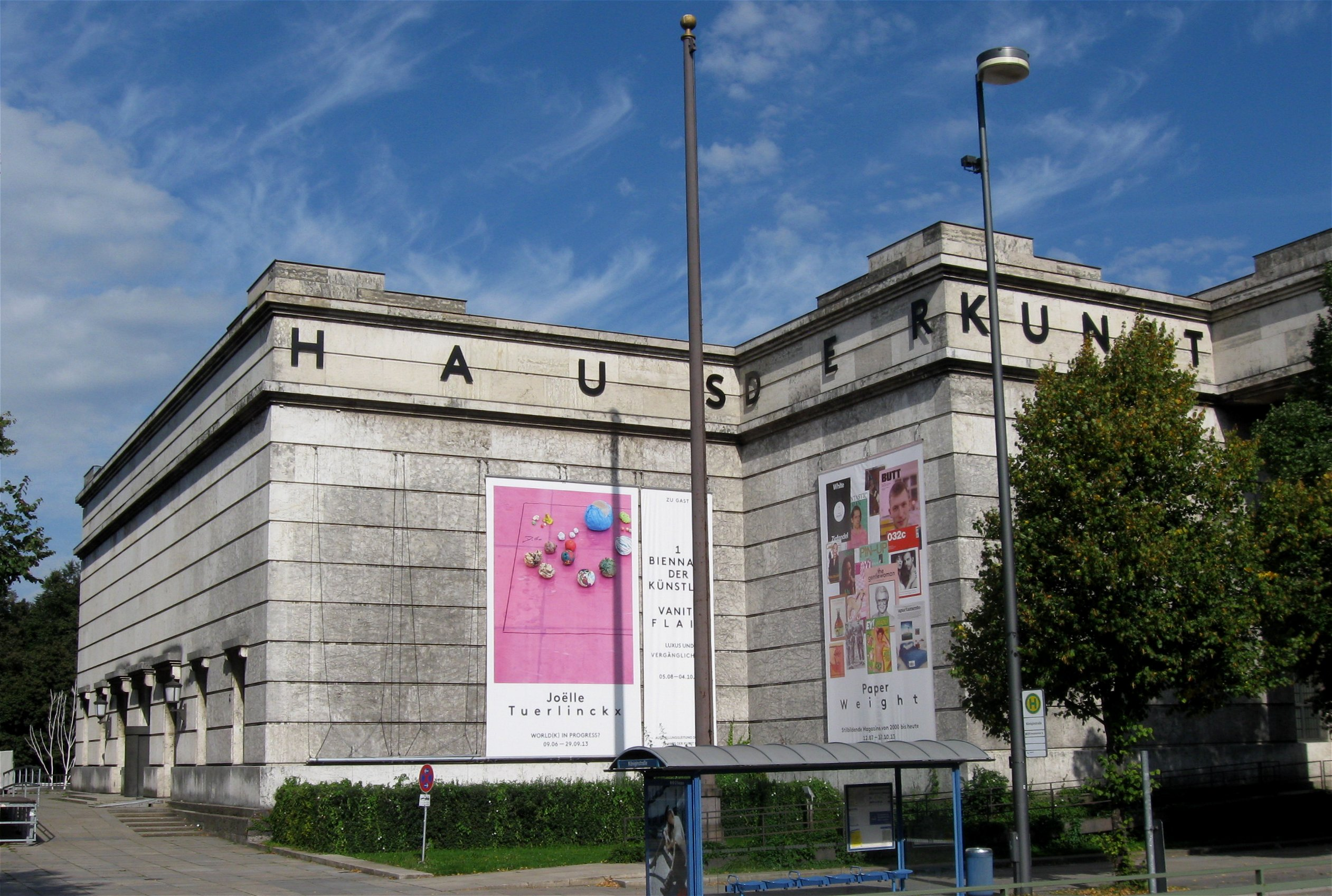
Gevel met logo
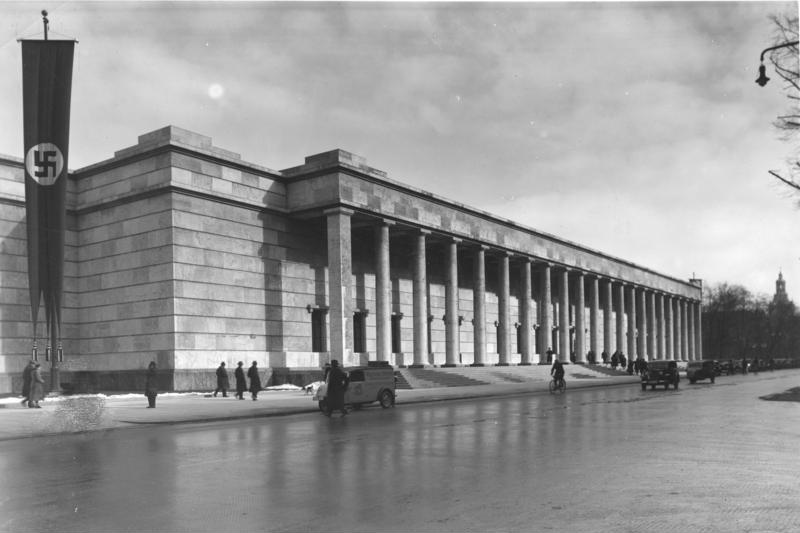
Historische archieffoto
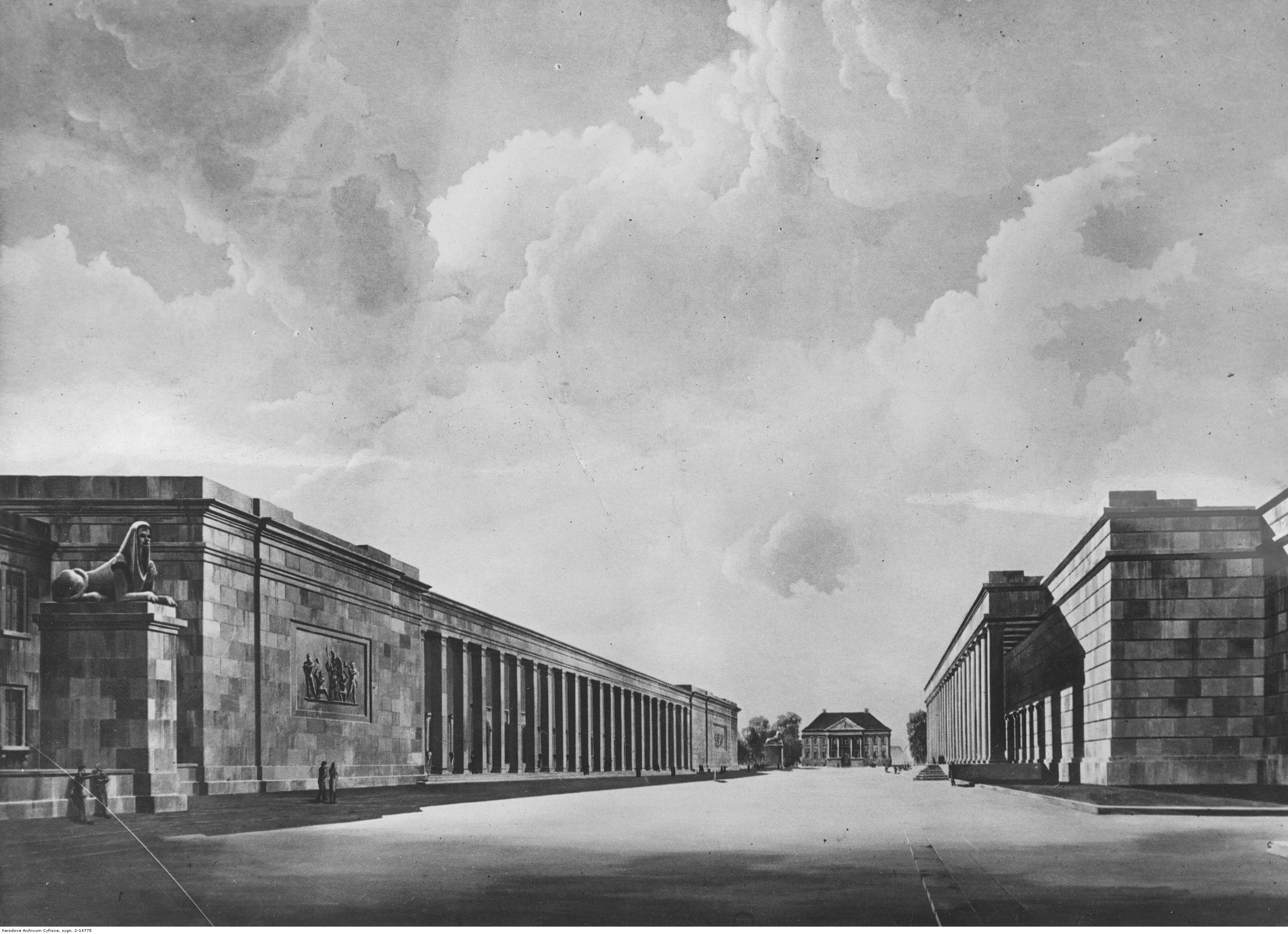
De geplande uitbreiding